# Hereford (Texas)
Hereford ist eine Stadt im US-Bundesstaat Texas in den Vereinigten Staaten und der Verwaltungssitz des Deaf Smith County. Die Einwohnerzahl lag 2020 bei 14.972. Wegen der großen Zahl von Rindern, die in der Gegend gehalten werden, ist sie auch als „Beef Capital of the World“ bekannt. Die Stadt ist nach dem Hereford-Rind benannt.

## Geschichte
Hereford wurde 1899 als "Blue Water" gegründet, nachdem die Pecos and Northern Texas Railway Amarillo mit Farwell verbunden hatte. Nachdem entdeckt wurde das eine andere Stadt bereits den Namen Blue Water trägt, benannten die Einwohner die Stadt in "Hereford" um, zu Ehren der Rinder der örtlichen Viehzüchter.

## Demografie
Nach der Volkszählung von 2020 leben in Hereford 14.972 Menschen. Die Bevölkerung teilt sich auf in 89,5 % Weiße, 1,3 % Afroamerikaner, 0,8 % amerikanische Ureinwohner, 0,8 % Asiaten, 0,1 % Ozeanier und 3,0 % mit zwei oder mehr Ethnizitäten. Hispanics oder Latinos aller Ethnien machten 77,1 % der Bevölkerung von Hereford aus. Das mittlere Haushaltseinkommen lag bei 49.338 US-Dollar und die Armutsquote lag bei 17,1 % der Bevölkerung.

## Politik
Im Dezember 2015 bezeichnete der Seattle Post-Intelligencer Hereford nicht nur als „konservativste“ Stadt in Texas, sondern auch in den Vereinigten Staaten, was die politischen Spenden angeht.

## Persönlichkeiten
- Ron Ely (1938–2024), Schauspieler
- Edgar Mitchell (1930–2016), Astronaut